# Lars Hanson

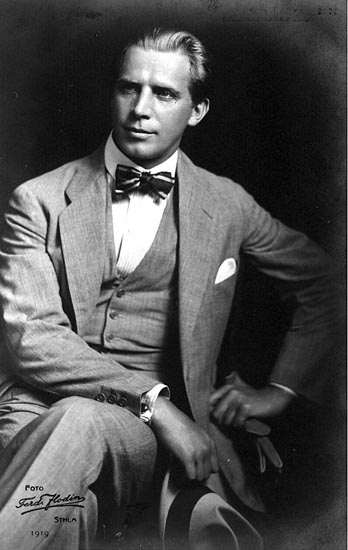
Lars Hanson.

Lars Mauritz Hanson (Gotemburgo, 26 de julio de 1886 - Estocolmo, 8 de abril de 1965) fue un actor de teatro y cine mudo sueco que desarrolló parte de su carrera cinematográfica en Hollywood, donde alcanzó gran prestigio en películas dirigidas por Clarence Brown y Victor Sjöström.
Estudió arte dramático en Helsinki y Estocolmo y comenzó su carrera en el mundo teatral y destacó en las obras de Shakespeare Otelo y Hamlet. Debutó en el cine en la película Dolken (1915) de Mauritz Stiller y enseguida adquirió gran popularidad y se convirtió en una estrella del cine mudo sueco. La obra que le consagró definitivamente fue Gösta Berling Saga (La leyenda de Gösta Berling), película dirigida nuevamente por Stiller sobre una novela de Selma Lagerlöf y estrenada en 1924. La protagonista femenina fue Gerda Lundequist y, con un papel secundario, brilló una actriz desconocida que (protegida por Stiller) se convertirá en un mito del cine: Greta Garbo.
Reclamado por la actriz estadounidense Lillian Gish, Hanson se instaló en Hollywood en 1926 (el mismo año que Garbo) para protagonizar con Gish la película The Scarlet Letter (La mujer marcada, 1926) dirigida por Victor Sjöström.
En 1922, Hanson se casó con la exmujer del director Gustaf Molander, la actriz sueca Karin Molander. La pareja se mantendrá unida hasta la muerte de Hanson en 1965. 
La carrera de Hanson en Hollywood tuvo numerosos éxitos. Coincidió con Greta Garbo en dos películas: Flesh and the Devil (El demonio y la carne, 1926), película dirigida por Clarence Brown y coprotagonizada por el gran galán del cine mudo, John Gilbert, y The Divine Woman (1928), película dirigida por Victor Sjöström y de la que sólo han perdurado nueve minutos de su metraje original. 
Bajo la dirección de Sjöström también interpretó, junto a Lillian Gish, The Wind (El viento, 1928).
Pese a su gran éxito y popularidad, a finales de la década de 1920 Lars Hanson abandonó Estados Unidos y regresó a Europa debido a que su fuerte acento sueco le impedían participar en las películas sonoras que en aquella época se iban imponiendo sobre las mudas. A partir de entonces, participó en películas suecas hasta su retirada del cine, en los años cincuenta. También continuó actuando en el teatro y tuvo un enorme éxito en obras de August Strindberg y en el papel de James Tyrone, que él interpretó en el estreno mundial de la obra Long Day's Journey into Night de Eugene O'Neill en Estocolmo, en 1956.
Hanson y la actriz Inga Tidblad, fueron los primeros en recibir el Premio O'Neill (1956), que se convertirá en el más prestigioso del teatro sueco.